# بیلی فورنس
بیلی فورنس (به انگلیسی: Billy Furness) بازیکن فوتبال زادهٔ ۸ ژوئن ۱۹۰۹ اهل انگلستان بود که سابقهٔ بازی در تیم ملی فوتبال انگلستان را در کارنامهٔ خود دارد. وی در تاریخ ۱۳ مه ۱۹۳۳ تنها بازی ملی خود را در مقابل تیم ملی فوتبال ایتالیا انجام داد.